# فرودگاه پاناگاره

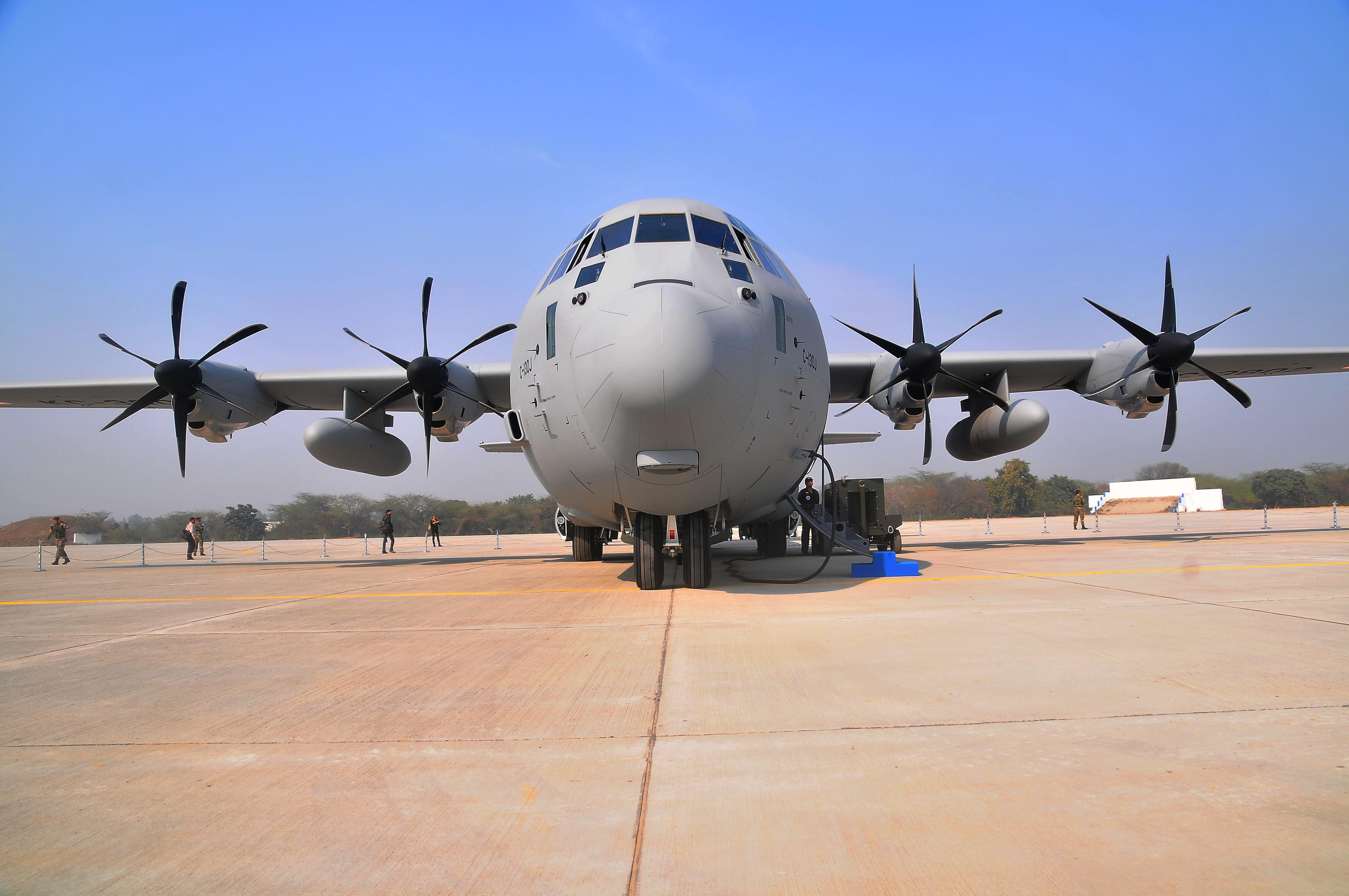
فرودگاه پاناگاره

 فرودگاه پاناگاره (به انگلیسی: Panagarh Airport) یک فرودگاه همگانی است که یک باند فرود آسفالت دارد و طول باند آن ۲۷۴۳ متر است. این فرودگاه در کشور هند قرار دارد و در ارتفاع ۷۳ متری از سطح دریا واقع شده است.